# Yam (dios)
Yam es el dios semítico del caos y las tempestades, cuyo culto rivalizó con el de su hermano  Baal, ambos hijos del dios principal El. 
También forman parte de su corte de dioses menores, llamada Elohim.
Yam  es la divinidad marina de la mitología levantina, que fue "exportado" a la mitología egipcia durante el Imperio Nuevo (c. 1550 a. C. - c. 1070 a. C.). No confundir con Yama, un dios hindú.